# Фердејл (Кентаки)
Фердејл (енгл. Fairdale) град је у америчкој савезној држави Кентаки.

## Демографија
По попису из 2000. године број становника је 7.658.
| Група             | 2000.         | 2010.    |
| Белци             | 7.352 (96,0%) | 0 (0,0%) |
| Афроамериканци    | 68 (0,9%)     | 0 (0,0%) |
| Азијати           | 27 (0,4%)     | 0 (0,0%) |
| Хиспаноамериканци | 100 (1,3%)    | 0 (0,0%) |
| Укупно            | 7.658         | 0        |